# Xiaomi Mi 2
Xiaomi Mi 2 — смартфон, розроблений компанією Xiaomi. Друга версія комунікатора належить до пристроїв топ-класу.

## Апаратне забезпечення
Смартфон працює на чотириядерному процесорі Qualcomm Snapdragon S4 APQ8064 (Krait) з частотою 1,5 ГГц. Графічне ядро Adreno 320. За потужністю начинка обходить всі топові Android-смартфони першої половини 2012 року. Моделі конкурентів на цій платформі будуть виходить лише в 4 кварталі 2012 року.

## Програмне забезпечення
На пристрій встановлена MIUI V4 на базі Android 4.1 Jelly Bean. Пристрій був оновлений до MIUI 9 на базі Android 5.0.1 Lollipop.

## Mi 2S
У 2013 році компанія Xiaomi випустила оновлену версію під назвою Mi2S. Новинка відрізняється процесором APQ8064T, який має більш високу продуктивність, ніж APQ8064. Також у версії з 32 Гб пам'яті було підвищено здатність основної камери — до 13 Мп.

## Цікаві факти
За даними ресурсу Engadget, компанія-виробник буде поставляти Mi 2 в екологічно чистій упаковці, що витримує навантаження до 180 кг.
Телефон спочатку був представлений з корпусом білого кольору, проте в офіційному магазині можна купити корпуси інших кольорів: білий, сріблястий, блакитний, зелений, рожевий і жовтий.
Заявлена підтримка російської навігаційної системи ГЛОНАСС.
Mi 2 був одним з найбільш доступних за ціною пристроїв свого класу.
Апарат не підтримує розширення пам'яті за допомогою SD-карт.
30 жовтня 2012 реалізація першої партії Xiaomi Mi-Two встановила рекорд швидкості продажів — партія 50 тисяч примірників була розпродана за 2 хвилини 51 секунду. Продаж наступної партії тиражем в 250 тисяч пристроїв відбулася в середині листопада 2012 року.
Авторитетний журнал Форбс назвав пристрій «першим великим китайським смартфоном».